# Ɥ̃̀
Cette page contient des caractères spéciaux ou non latins. S’ils s’affichent mal (▯, ?, etc.), consultez la page d’aide Unicode.
Ɥ́ (minuscule ɥ́), appelé h culbuté tilde accent grave, est une lettre additionnelle latine utilisée dans l’alphabet du dan-gio au Liberia.

## Utilisation
Le ɥ́ est utilisé dans l’orthographe du gio au Liberia, notamment dans les travaux de la Dan Literacy Association et dans la traduction de la Bible en gio,, il est notamment utilisé dans le mot gblɥ̃̀à. Il représente une voyelle ɥ nasalisée avec un ton bas.

## Représentation informatique
Le h culbuté tilde accent grave peut être représenté avec les caractères Unicode (Alphabet phonétique international, Diacritiques) suivants :
| formes    | représentations | chaînes de caractères | points de code       | descriptions                                                                 |
| --------- | --------------- | --------------------- | -------------------- | ---------------------------------------------------------------------------- |
| minuscule | Ɥ               | Ɥ◌̃◌̀                   | U+A78D U+0303 U+0300 | lettre majuscule latine h culbuté diacritique tilde diacritique accent grave |
| minuscule | ɥ               | ɥ◌̃◌̀                   | U+0265 U+0303 U+0300 | lettre minuscule latine h culbuté diacritique tilde diacritique accent grave |